# Резолюция 74 на Съвета за сигурност на ООН
Резолюция 74 на Съвета за сигурност на ООН е приета с мнозинство на 16 септември 1949 г. по повод представеното пред Съвета за сигурност писмо от председателя на Комисията за атомна енергия към ООН (UNAEC) и двете резолюции на комисията, приети на 29 юли същата година. Резолюцията възлага на генералния секретар на ООН да представи пред Общото събрание на ООН и държавите членки писмото, придружаващите го резолюции на UNAEC и протоколите от дебатите по въпроса, състояли се в комисията.
Резолюция 74 е приета с мнозинство от 9 гласа, като представителите на СССР и Украинската ССР гласуват „въздържали се“..